# Lamellibrachia
Lamellibrachia er en slægt af rørorme beslægtet med gigantrørormen, Riftia pachyptila. Lamellibrachia lever ved dybhavet, hvor carbonhydrider (råolie og metan) lækker ud af havbunden. Lamellibrachia lever i symbiose med interne, sulfid-oxiderende bakterier. 
L. luymesi giver bakterierne hydrogensulfider og oxygen ved at tage dem op fra miljøet og forbinde dem til et specielt hæmoglobinmolekyle. Til forskel for rørorme, som lever ved hydrotermiske væld, anvender Lamellibrachia en endelem af dens krop kaldet roden til at optage hydrogensulfider fra sedimenternes udsivninger. Lamellibrachia kan også hjælpe med at generere sufid ved at udskille sulfat gennem rødderne ind i sedimentet under ansamlingerne.

De kendteste udsivninger er hvor L. luymesi lever i det nordlige af den Mexicanske Golf fra 500 til 800 m dybde. Rørormene kan blive over 3 m og de vokser meget langsomt og kan have rekorden for livslængde for de hvirvelløse dyr med individ aldre på over 250 år.[kilde mangler]
Lamellibrachia danner habitater ved at skabe store grupper på hundreder til tusinder af individer. Udover Lamellibrachia lever der over hundreder forskellige arter af dyr, mange af dem findes kun ved disse udsivninger.
Hvor de fleste arter af vestimentiferan rørorme lever i store dybder under den fotiske zone, blev Lamellibrachia satsuma opdaget i Kagoshima Bay, Kagoshima ved en dybde på kun 82 m, det mest lavvandede dybderekord for en vestimentiferan.

## Arter
- Lamellibrachia barhami Webb, 1969
- Lamellibrachia columna
- Lamellibrachia juni
- Lamellibrachia luymesi van der Land and Nørrevang, 1975 – Gulf of Mexico seep tubeworm
- Lamellibrachia satsuma Miura, Tsukahara & Hashimoto